# Philharmonic Brass Zürich – Generell5
Generell5 ist eine Schweizer Brassformation.

## Besetzung und Stil
Patrik Arnold (Trompete), Christoph Luchsinger (Trompete), Thomas Gmünder (Waldhorn), Xaver Sonderegger (Posaune) und Markus Hauenstein (Tuba).
Stilrichtungen: Klassik, Jazz, Unterhaltung und Volksmusik.
Comedy, Bühnenshows, Lichteffekte

## Regisseure
Danièle Florence Perrin, Florian Rexer, Giuseppe Spina

## Geschichte
Die fünf Musikstudenten Thomas Biasotto, Mathias Elmer, Thomas Gmünder, Joachim Tanner und Markus Hauenstein der damaligen Hochschule für Musik und Theater Zürich gründeten 2003 diese Formation. Thomas Biasotto wurde nach dem Ausscheiden aus dem Ensemble durch Anjan Fehl ersetzt und wiederum bald darauf durch Andi Carniello-Hedinger.
Mit dieser Besetzung nahm das Ensemble sechs CDs und eine DVD auf, führte zehn Konzerttourneen durch und wurden ca. 30 mal pro Jahr gebucht.
Seit 2013 sind Andi Carniello und Mathias Elmer nicht mehr in dieser Formation. Das Ensemble erhielt 2014 mit dem «Kleinen Prix Walo» einen der acht Förderpreise der Show Szene Schweiz. Im August 2015 kamen mit Xaver Sonderegger, Christoph Luchsinger und Patrik Arnold drei neue Bandmitglieder dazu. Die neue Besetzung startete mit der Tour Brass Jungle 2016 und der CD mit Jonas Herzog Herbst 2016.

## Auftritte
Das Ensemble spielt 40–50 Konzerten pro Jahr, Festivals, Firmen, Kulturkreise, Gemeinden, Kirchen, Private z. B. bei der Schweizer Botschaft in Berlin zur 1. Augustfeier, zusammen mit Acapickels und Iréne Schweizer, in Los Angeles bei der Musical Variety Show für den Schweizerclub, im Schweizer Radio und Fernsehen bei Hopp dä Bäse und bei Potz Musig mit Lisa Stoll.

## Diskographie
Seit Bestehen des Ensembles sind zahlreiche Tonträger entstanden:
- CD Let us entertain you
- DVD Let us entertain you
- CD Celebration (mit Emanuelle Janibelli, Orgel)
- CD Rhythm & Bras (mit Max Näscher, Perkussion)
- CD Red + White
- CD Max und Moritz (mit Jörg Schneider)
- CD Brass Looping (Letzte CD mit „alter“ Originalbesetzung)
- CD Brass & Pipe (Mit Jonas Herzog und den drei Neuen)
- CD BEST OF Generell5
- Hörbilderbuch Heidi und der Wolf (2021)[5]

## Programme
Folgende Programme werden angeboten:
- Let us entertain you 2005, Alphorn, Akkordeon, Didgeridoo, Klassik, Volksmusik, Unterhaltungsmusik
- Celebration 2006, mit Orgel, Gregorianischer Choral, Vivaldi, Originalwerke, Sister Act
- CineBrass 2007, Filmmusik
- Rhythm & Brass (2008) (Mit Tobias Bührer) mit Schlagzeuger, Riverdance, Finalcontdown, Klassik
- Red + White (2009) (Mit Jonas Kägi, Hackbrett) mit Auftragskompositionen und gedrehten Filmen
- Brass Classics (2010) (Mit Jonas Herzog, Orgel) Klassisch
- Brass Circus (2010) (Mit Olli Hauenstein Clown)
- Brass Musical Coppelia (2011), mit Jonas Kägi und Stana Hezoucky
- Brass Looping (2013), mit Loopstation
- Brass Confection (2014), Trompeten Jozsef Lucek und Marc Jaussi, Orgel Jonas Herzog
- Brass Helden (2015), Trompeten Guillermo Casillas und Andreas Frei (Fäaschtbänkler)
- Generell5 plus 1 (2015), (Cowboyprojekt für Kinder mit Erzählerin und Theaterpädagogin Stephanie Walder)
- Brass Jungle (2016), mit neuer fix Besetzung (Christoph L., Patrik A., Thomas G., Xaver S., Markus H.)
- Let it Brass (2017), Ein Musiktheater von Giuseppe Spina
- BEST OF (2018) 15 Jahre Generell5 (Mit Florian Rexer, Regie)
- Tour Heidi und der Wolf (2022)